# Rilhac-Treignac
Rilhac-Treignac (Rilhac de Trainhac en occitan) est une commune française située dans le département de la Corrèze en région Nouvelle-Aquitaine.

## Géographie
Commune du Massif central située sur le plateau de Millevaches dans le parc naturel régional de Millevaches en Limousin, elle est arrosée par un affluent de la Vézère, le Bradascou.

### Climat
Pour des articles plus généraux, voir Climat de la Nouvelle-Aquitaine et Climat de la Corrèze.
Historiquement, la commune est exposée à un climat montagnard.  
En 2020, Météo-France publie une typologie des climats de la France métropolitaine dans laquelle la commune est exposée à un climat de montagne et est dans la région climatique  Ouest et nord-ouest du Massif Central, caractérisée par une pluviométrie annuelle de 900 à 1 500 mm, maximale en automne et en hiver.
Pour la période 1971-2000, la température annuelle moyenne est de 10,9 °C, avec une amplitude thermique annuelle de 14,9 °C. Le cumul annuel moyen de précipitations est de 1 259 mm, avec 13,6 jours de précipitations en janvier et 8,2 jours en juillet. Pour la période 1991-2020, la température moyenne annuelle observée sur la station météorologique la plus proche, située sur la commune d'Uzerche à 15 km à vol d'oiseau, est de 12,1 °C et le cumul annuel moyen de précipitations est de 1 097,9 mm,. Pour l'avenir, les paramètres climatiques de la commune estimés pour 2050 selon différents scénarios d'émission de gaz à effet de serre sont consultables sur un site dédié publié par Météo-France en novembre 2022.

## Urbanisme

### Typologie
Au 1er janvier 2024, Rilhac-Treignac est catégorisée commune rurale à habitat très dispersé, selon la nouvelle grille communale de densité à 7 niveaux définie par l'Insee en 2022.
Elle est située hors unité urbaine et hors attraction des villes,.

### Occupation des sols
L'occupation des sols de la commune, telle qu'elle ressort de la base de données européenne d’occupation biophysique des sols Corine Land Cover (CLC), est marquée par l'importance des territoires agricoles (74,7 % en 2018), en augmentation par rapport à 1990 (64,5 %). La répartition détaillée en 2018 est la suivante : 
prairies (53,7 %), forêts (25,3 %), zones agricoles hétérogènes (20,9 %).
L'évolution de l’occupation des sols de la commune et de ses infrastructures peut être observée sur les différentes représentations cartographiques du territoire : la carte de Cassini (XVIIIe siècle), la carte d'état-major (1820-1866) et les cartes ou photos aériennes de l'IGN pour la période actuelle (1950 à aujourd'hui).

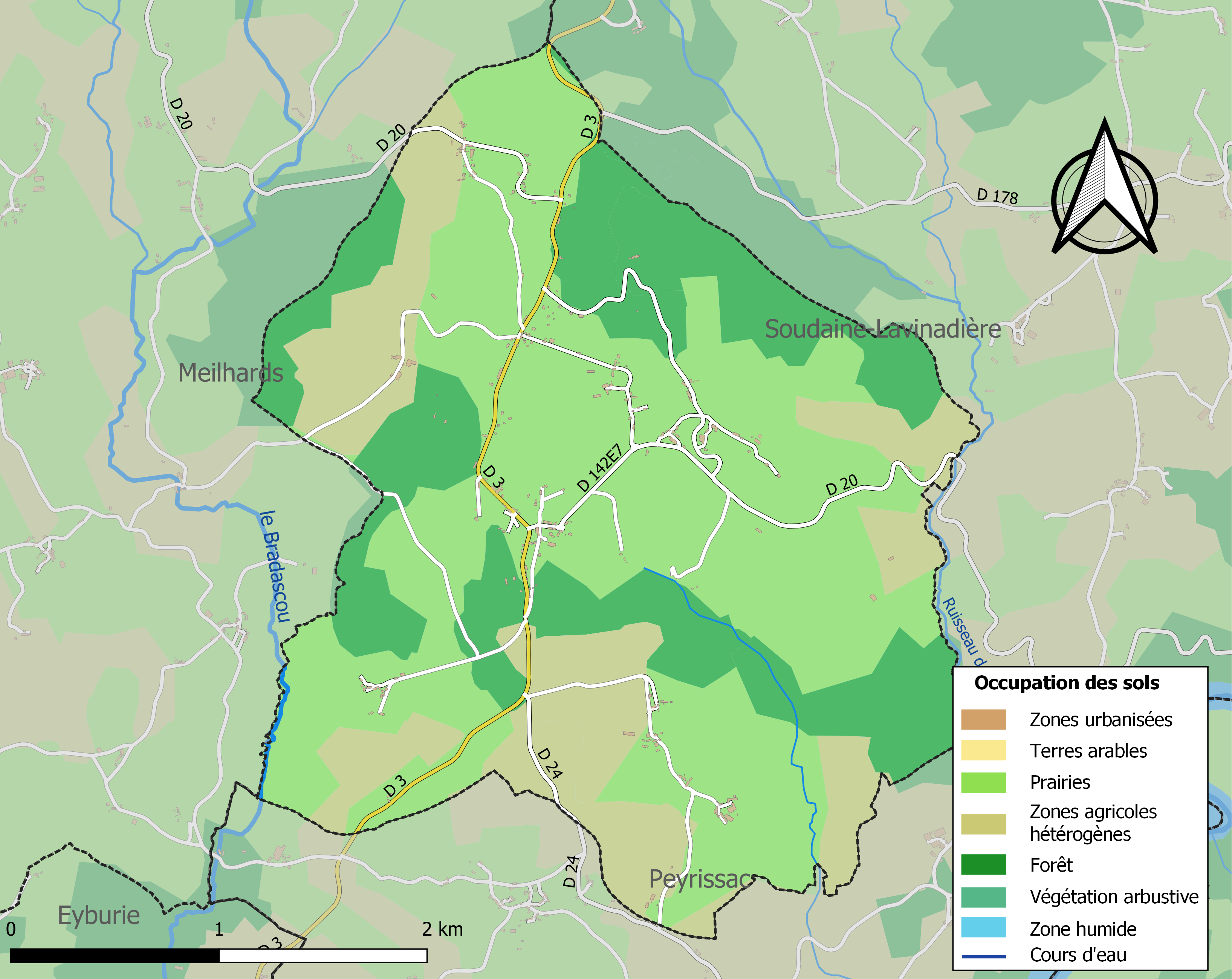
Carte des infrastructures et de l'occupation des sols de la commune en 2018 (CLC).

### Transport routier
- Réseau Réseau interurbain de la Corrèze

### Risques majeurs
Le territoire de la commune de Rilhac-Treignac est vulnérable à différents aléas naturels : météorologiques (tempête, orage, neige, grand froid, canicule ou sécheresse), feux de forêts et séisme (sismicité très faible). Il est également exposé à un risque technologique, la rupture d'un barrage, et à un risque particulier : le risque de radon. Un site publié par le BRGM permet d'évaluer simplement et rapidement les risques d'un bien localisé soit par son adresse soit par le numéro de sa parcelle.

#### Risques naturels

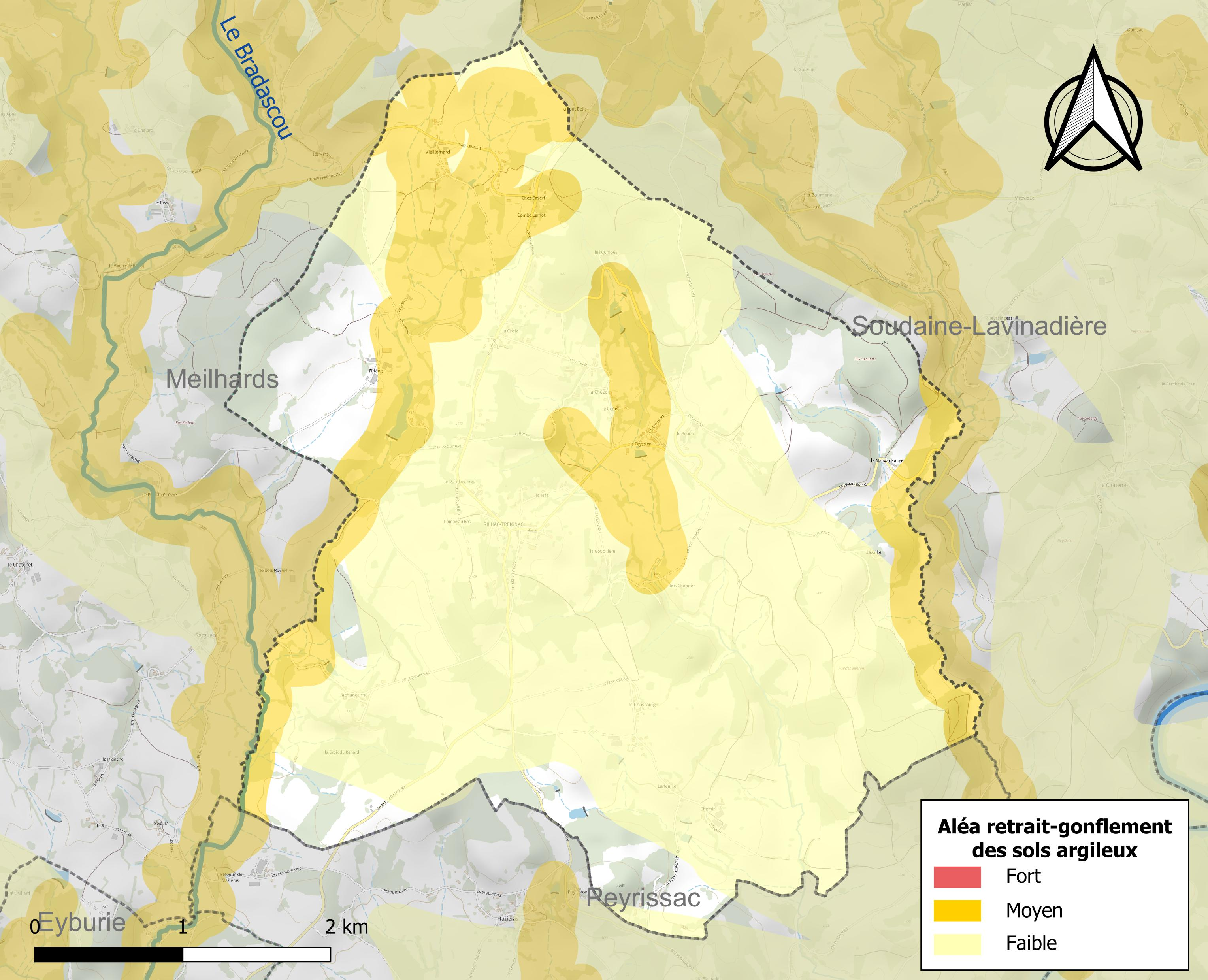
Carte des zones d'aléa retrait-gonflement des sols argileux de Rilhac-Treignac.

Le retrait-gonflement des sols argileux est susceptible d'engendrer des dommages importants aux bâtiments en cas d’alternance de périodes de sécheresse et de pluie. 22 % de la superficie communale est en aléa moyen ou fort (26,8 % au niveau départemental et 48,5 % au niveau national). Sur les 123 bâtiments dénombrés sur la commune en 2019,  30 sont en aléa moyen ou fort, soit 24 %, à comparer aux 36 % au niveau départemental et 54 % au niveau national. Une cartographie de l'exposition du territoire national au retrait gonflement des sols argileux est disponible sur le site du BRGM,.
Concernant les feux de forêt, aucun plan de prévention des risques incendie de forêt (PPRIF) n’a été établi en Corrèze, néanmoins le code de l’urbanisme impose la prise en compte des risques dans les documents d’urbanisme. Le périmètre des servitudes d'utilité publique et des zones d'obligation légale de débroussaillement pour les particuliers est quant à lui défini pour la commune dans une carte dédiée. 
La commune a été reconnue en état de catastrophe naturelle au titre des dommages causés par les inondations et coulées de boue survenues en 1982 et 1999. Concernant les mouvements de terrains, la commune a été reconnue en état de catastrophe naturelle au titre des dommages causés par des mouvements de terrain en 1999.

#### Risques technologiques
La commune est en outre située en aval du barrage de Monceaux la Virolle, un ouvrage de classe A situé en Corrèze et disposant d'une retenue de 20,5 millions de mètres cubes. À ce titre elle est susceptible d’être touchée par l’onde de submersion consécutive à la rupture de cet ouvrage.

#### Risque particulier
Dans plusieurs parties du territoire national, le radon, accumulé dans certains logements ou autres locaux, peut constituer une source significative d’exposition de la population aux rayonnements ionisants. Certaines communes du département sont concernées par le risque radon à un niveau plus ou moins élevé. Selon la classification de 2018, la commune de Rilhac-Treignac est classée en zone 3, à savoir zone à potentiel radon significatif. 

## Histoire

### Époque gallo-romaine
Il a été mis au jour vers le village de la Chadourne des pièces de monnaie à l'effigie de Valerien Salonin, fils de l'empereur Gallien (250-268). Ces pièces avaient été enfouies à la suite d'un moment d'insécurité politique et militaire pour faire face au pillage qui règne dans la cité lémovique au cœur de la Gaule romaine dès 260.
- Il est probable qu'un camp gaulois était établi à Rilhac proche de l'église.
- À Vieillemards, il a été retrouvé des vestiges gallo-romains.
- Une voie gallo-romaine (Chamberet-le Lonzac) traversait Rilhac depuis le village de Magoutière vers le « gué de l'Aigue » à Peyrissac en passant par le Genet, le Mas et le Chassaing.

### Moyen Âge
Rilhac a fait partie de la vicomté de Comborn qui était une des grandes dynasties féodales avec Archambaud Ier;  les alliances matrimoniales avec les Latours, Auvergne ou  Limoges  ont été de plus en plus illustres. Un Boson de Rialac est plusieurs fois mentionné comme témoin au cartulaire d'Uzerche dans la première moitié du XIe siècle. Nul doute qu'il y eut alors une seigneurie à Rilhac et qu'elle fut présentée par des personnages d'une certaine importance, puisque l'un d'eux, Odon, porte le titre de « comtor ».
Un château a bien été construit ; on a très peu d'information sur celui-ci. Une légende raconte l'existence d'un souterrain qui rejoignait la Chadourne, où était située une maison forte ; les religieux qui voyageaient y trouvaient refuge et sécurité. Rilhac et Peyrissac (Peyrissat) ne formait qu'une seule paroisse avec un seul prêtre.
XIe siècle : organisation des paroisses rurales.
L'église a été construite vers le XIe-XIIe siècle puis restaurée au XVIe siècle à la suite d'un incendie sans doute provoqué par les guerres de Religion du XVIe siècle dues à l'arrivée du protestantisme dans la région.
Les templiers : maison du Temple de Rilhac
Pour ce qui est de Rilhac, il n'est question précisément que du chapelain du Temple, curé de la localité, « frater Helias de Chalhistrac, presbyter curatus ecclesie de Relhatus, Lemovicensis diocesis ». « La présence de ce prêtre du Temple à Rilhac, ne semble avoir de raison d'être que par l'existence d'une maison de l'Ordre à Rilhac ou aux environs, Sans doute Rilhac en Bas-Limousin, Corrèze, arrondissement de Tulle, canton de Treignac ».

### Règne de Louis XIV
En 1660, en se référant au premier Registre, il existe plusieurs villages par ordre d'importance : d'abord le Genet, la Chadourne, le Chassaing, Vieillemard, la Chèze et le Mas, puis le Peuch, le Teyssier ; les états civils du Bourg n'apparaitront que vers 1692 et les autres villages encore plus tard. Le Mas et le Bourg pourraient être considérés comme le même lieu car ils sont très proches l'un de l'autre.

### Révolution de 1789
Cette époque a été une période trouble de l'histoire de Rilhac ; certains citoyens et surtout les ecclésiastiques, n'ont pas voulu obéir aux nouvelles règles. La justice était faite à la « maison commune » qui était jusqu'en 1789 le logement des domestiques du château ; elle restera maison commune jusqu'en 1848 environ. Rilhac n'avait plus de seigneurs mais des familles bourgeoises dont certains membres faisaient partie de la municipalité. Certes, il n'était pas trop de l'intérêt de ces derniers d'activer le courant révolutionnaire. Et pourtant, soit par crainte, soit par patriotisme, ils s'unirent eux aussi de toutes leurs forces contre les « tyrans coalisés ». Il n'existait qu'une seule école pour « Reilhac » et « Peyrissat ». Des plaintes furent portées par des parents d'élèves au sujet de l'éloignement de l'école. On créa alors deux sections, l'une eut son chef-lieu à Reilhac (bourg) et l'autre à la Chadourne avec Mme Doulcet « fame Mauranges » comme nouvelle institutrice.
Toutes les décisions, même le choix de l'instituteur ou du médecin, étaient prises par des administrateurs ou des chefs de district ; ces réformes sont accueillies avec enthousiasme et Rilhac osa en 1789 dire sa haine à la monarchie et son espoir en la Révolution.

### Après la Révolution
Après la Révolution, Peyrissac a demandé sa séparation avec Rilhac lors de la création des communes. En 1811, Rilhac devient officiellement Rilhac-Treignac.
1860 : M. Mauranges, propriétaire de l'école, loue au sieur Veyriéras un local pour un bail de 7 ans.
1884 : construction de l'école (à l'emplacement de la mairie actuelle).

## Politique et administration
| Période    | Période  | Identité             | Étiquette | Qualité                 |
| ---------- | -------- | -------------------- | --------- | ----------------------- |
| avant 1988 | ?        | Marcel Fargeas       |           |                         |
| mars 2001  | 2020     | Jean-Claude Fulminet | DVD       | Agriculteur             |
| 2020       | En cours | Estelle Bouchot      |           | Retraitée, ancien cadre |

## Démographie
L'évolution du nombre d'habitants est connue à travers les recensements de la population effectués dans la commune depuis 1793. Pour les communes de moins de 10 000 habitants, une enquête de recensement portant sur toute la population est réalisée tous les cinq ans, les populations de référence des années intermédiaires étant quant à elles estimées par interpolation ou extrapolation. Pour la commune, le premier recensement exhaustif entrant dans le cadre du nouveau dispositif a été réalisé en 2005.

En 2022, la commune comptait 116 habitants, en évolution de +5,45 % par rapport à 2016 (Corrèze : −0,59 %, France hors Mayotte : +2,11 %).
| 1793 | 1800 | 1806 | 1821 | 1831 | 1836 | 1841 | 1846 | 1851 |
| ---- | ---- | ---- | ---- | ---- | ---- | ---- | ---- | ---- |
| 324  | 330  | 335  | 409  | 396  | 406  | 417  | 438  | 464  |

| 1856 | 1861 | 1866 | 1872 | 1876 | 1881 | 1886 | 1891 | 1896 |
| ---- | ---- | ---- | ---- | ---- | ---- | ---- | ---- | ---- |
| 450  | 415  | 435  | 399  | 424  | 440  | 442  | 449  | 446  |

| 1901 | 1906 | 1911 | 1921 | 1926 | 1931 | 1936 | 1946 | 1954 |
| ---- | ---- | ---- | ---- | ---- | ---- | ---- | ---- | ---- |
| 459  | 470  | 443  | 412  | 457  | 381  | 357  | 315  | 276  |

| 1962 | 1968 | 1975 | 1982 | 1990 | 1999 | 2005 | 2006 | 2010 |
| ---- | ---- | ---- | ---- | ---- | ---- | ---- | ---- | ---- |
| 262  | 216  | 162  | 148  | 131  | 121  | 115  | 115  | 119  |

| 2015 | 2020 | 2022 | - | - | - | - | - | - |
| ---- | ---- | ---- | - | - | - | - | - | - |
| 109  | 114  | 116  | - | - | - | - | - | - |

## Lieux et monuments
- Église Saint-Antoine de Rilhac-Treignac. Elle est inscrite à l'Inventaire général du patrimoine culturel[30].

## Héraldique
| Blason de Rilhac-Treignac | Blason  | Parti : au 1er d'azur à trois bandes d'or, au 2e d'or à trois coquilles de sinople. |
| Blason de Rilhac-Treignac | Détails | Le statut officiel du blason reste à déterminer.                                    |

## Pour approfondir